# Besnik Hasi
Besnik Hasi   (Gjakovë, 29 de desembre de 1971) és un exfutbolista albanès-kosovar de la dècada de 2000 i entrenador.
Fou 47 cops internacional amb la selecció albanesa.
Pel que fa a clubs, defensà els colors de NK Zagreb, KRC Genk, 1860 Múnic, RSC Anderlecht, Lokeren i Cercle Brugge.